# Ковзанярський спорт на зимових Олімпійських іграх 2014 — 5000 метрів (жінки)
Змагання з ковзанярського спорту на дистанції 5000 метрів серед жінок на зимових Олімпійських іграх 2014 відбулись 19 лютого. Місцем проведення змагань став ковзанярський стадіон Адлер-Арена. Змагання орзпочалися о 17:30 за місцевим часом (UTC+4). У жіночій гонці на 5000 метрів взяли участь 16 спортсменок з 10 країн. Олімпійською чемпіонкою стала чеська ковзанярка Мартіна Сабликова.

## Рекорди
|                     | Спортсмен         | Час     | Місце                    | Дата           |
| Світовий рекорд     | Мартіна Сабликова | 6:42.66 | Солт-Лейк-Сіті, США      | 18 лютого 2011 |
| Олімпійський рекорд | Клаудія Пехштайн  | 6:46,91 | Солт-Лейк-Сіті, США      | 23 лютого 2002 |
| Рекорд ковзанки     | Мартіна Саблікова | 6:54,31 | Адлер-Арена, Сочі, Росія | Березень 2013  |

## Результати
| Місце | Пара | Доріжка | Спортсмен         | Країна     | Час        | Відставання |
| ----- | ---- | ------- | ----------------- | ---------- | ---------- | ----------- |
| 1     | 7    | O       | Мартіна Сабликова | Чехія      | 6:51,54 TR |             |
| 2     | 7    | I       | Ірен Вюст         | Нідерланди | 6:54,28    | +2,74       |
| 3     | 5    | O       | Карін Клейбекер   | Нідерланди | 6:55,66    | +4,12       |
| 4     | 6    | O       | Ольга Граф        | Росія      | 6:55,77 NR | +4,23       |
| 5     | 8    | O       | Клаудія Пехштайн  | Німеччина  | 6:58,39    | +6,85       |
| 6     | 8    | I       | Івонн Наута       | Нідерланди | 7:01,76    | +10,22      |
| 7     | 3    | O       | Марі Хеммер       | Норвегія   | 7:04,45    | +12,91      |
| 8     | 4    | I       | Штефані Бекерт    | Німеччина  | 7:07,79    | +16,25      |
| 9     | 3    | I       | Анна Чернова      | Росія      | 7:08,71    | +17,17      |
| 10    | 2    | O       | Шоко Фуджимура    | Японія     | 7:09,65    | +18,11      |
| 11    | 1    | O       | Бенте Краус       | Німеччина  | 7:10,65    | +19,11      |
| 12    | 6    | I       | Сіхо Ісідзава     | Японія     | 7:11,54    | +20,00      |
| 13    | 5    | I       | Ходзумі Масако    | Японія     | 7:12,42    | +20,88      |
| 14    | 2    | I       | Івани Блондин     | Канада     | 7:20,10    | +28,56      |
| 15    | 1    | I       | Катажина Возняк   | Польща     | 7:28,53    | +36,99      |
| 16    | 4    | O       | Марія Ламб        | США        | 7:29,64    | +38,10      |

- I — внутрішня доріжка, О — зовнішня доріжка.